# Чадир-Лунга
Чадир-Лунга (гаг. Çadır-Lunga или скраћено Çadır, рум. Ceadîr-Lunga, рус. Чадыр-Лунга) је други по величини град аутономног региона Гагаузија у Републици Молдавији. Према подацима из 2014. године у граду је живело 22.800 становника, а површина града је 96,1 km².

## Историја
Чадир-Лунга или једноставно Чадир је основан средином 16. века тачније 1541. године. 1819. године свештеник Захариј Чакир оснива прво свеучилиште у граду и прво у тадашњој Бесарабији. Села Чадир и Лунга су 9. јуна 1958. решењем председништва врховног савета Молдавске ССР уједињена у једно место и истим решењем добили статус града. 14. априла 1969. у граду је отворен музеј.

## Географија
Чадир-Лунга се налази на југу Молдавије тј. њеног аутономног региона Гагаузије. Лежи на надморској висини од 42 метра. Позивни број града је +373 231.

## Демографија

### Становништво
| Година | Број становника |
| ------ | --------------- |
| 1989   | 23.200          |
| 2004   | 19.401          |
| 2014   | 22.800          |

### Етничке групе
Етничка структура (2004):
| Етничка група                               | Број становника | Проценат (%) |
| ------------------------------------------- | --------------- | ------------ |
| Гагаузи                                     | 14.294          | 73,68%       |
| Руси                                        | 1.552           | 8,00%        |
| Бугари                                      | 1.510           | 7,78%        |
| Украјинци                                   | 951             | 4,90%        |
| Молдавци (декларисани) Румуни (декларисани) | 732 2           | 3,77% 0,01%  |
| Роми                                        | 166             | 0,86%        |
| Остали                                      | 194             |              |
| Укупно                                      | 19.401          | 100%         |

## Спорт
У граду постоји фудбалски клуб Саксан. Такође, постоји и аутомобилски спорт клуб "АВТОКОРРИДА" који поседује полигон и у ком наступа молдавски шампион у ауто кросу.

## Градски симболи
Током 2015. године представљена је првобитна верзија заставе Чадир-Лунге а у мају исте године њена коначна верзија.

## Градови побратими
- Серпухов, Русија
- Речица, Белорусија
- Добруш, Белорусија
- Салигорск, Белорусија
- Каварна, Бугарска
- Правец, Бугарска
- Северодоњецк, Украјина
- Болград, Украјина
- Комрат, Молдавија
- Измит, Турска
- Бурса, Турска[10]

## Галерија
- Слика на маркици Молдавије - Девојке из Чадир-Лунге (1960), Михаи Грецу
- Женски манастир
- Дом културе и споменик Михаила Чакира